# Och, Karol
Och, Karol – polska komedia erotyczna z 1985 roku w reżyserii Romana Załuskiego.

## Fabuła
Karol Górski, choć jest żonaty, to jednak spotyka się z kilkoma innymi kobietami. Żona, Maria, cierpliwie to znosi, lecz i jej cierpliwość się kończy. Pewnego dnia Karol zastaje w domu Marię, Paulinę, Irenę i Wandę – każda z nich troszczy się o niego, losują nawet, która ma spać z Karolem. W pracy spotykają go docinki ze strony Joli, a pocieszenie znajduje w rozmowach z Romanem. Wtedy Karol poznaje barmankę Basię i w jej ramionach szuka pocieszenia, lecz i ona dołącza do kobiet mieszkających w domu. W końcu przez kobiety Karol trafia do szpitala, z którego ucieka przed zakochaną w nim pielęgniarką. Trafia do domu, a tam okazuje się, że tym razem jego żona Maria ma trzech „przyjaciół”.

## Obsada
- Jan Piechociński – Karol Górski
- Danuta Kowalska – Maria Górska
- Ewa Sałacka – Katarzyna Lesiak
- Dorota Kamińska – Wanda
- Marta Klubowicz – Paulina
- Jolanta Nowak – Irena
- Zofia Czerwińska – matka Karola
- Alina Janowska – teściowa Karola
- Urszula – Jola, koleżanka z pracy Karola
- Franciszek Trzeciak – szef Karola
- Zdzisław Wardejn – Roman Dolny
- Elżbieta Panas – barmanka Basia
- Tadeusz Borowski – Tadek
- Irena Laskowska – ciotka Karola
- Halina Skoczyńska – Hanka, przyjaciółka Ireny
- Tomasz Lulek – nowy narzeczony Marii
- Helena Kowalczykowa – pani Helena, sprzątaczka
- Bronisław Pawlik – teść Karola
- Agata Rzeszewska – Ewa, sekretarka w biurze Karola

## Produkcja
Zdjęcia kręcono w Warszawie (biurowiec ORS przy ul. Nowogrodzkiej 35/41 – biuro Karola, bar „Kuchcik” przy ul. Nowy Świat 64, kawiarnia „Telimena” przy ul. Krakowskie Przedmieście 27, kawiarnia „Tokaj” przy ul. Marszałkowskiej 80, kamienica Taubenhausa, hotel „Forum”, hotel „Metropol”, Ściana Wschodnia, Dworzec Centralny, Ogród Saski, brzeg Wisły przy ul. Wybrzeże Helskie), Łochowie (stacja PKP), Wrocławiu (al. Lipowa 30 – dom Karola) i Świętej Katarzynie (zespół klasztorno-szpitalny przy ul. Dąbrowskiego 8). Operatorem był Stanisław Moszuk, a produkcją w imieniu Zespołu „Oko” kierował Zbigniew Grabowski.

## Odbiór
Choć Och, Karol stał się frekwencyjnym przebojem kinowym jako komedia, spotkał się z nieprzychylnymi recenzjami krytyków. W tygodniku „Film” Elżbieta Ciapara napisała: „Film składa się z szeregu scenek, raczej smutnych niż wesołych, luźnie powiązanych... W kryzysie polskiej kinematografii i nieudana komedia może być hitem”.